# Adolf Stieler
Adolf Stieler (Gotha, 26. veljače 1775. − Gotha, 13. ožujka 1836.), njemački zemljopisac i kartograf koji je djelovao u Gothi početkom 19. stoljeća.
Rođen je kao sin vijećnika odnosno gradonačelnika Gothe. Studirao je pravo u Jeni i Göttingenu, a od 1796. radi na sudu. Nekoliko godina kasnije angažirao se kao kartograf u izdavačkoj kući J. Perthesa i počinje s izradom atlasa. Njegov Handatlas s 50 zemljovida tiskan je između 1817. i 1823. godine u suradnji s C. G. Reichardom, a postigao je veliku popularnost u Njemačkoj pa je do 1944. godine tiskano još devet proširenih Stielers Handatlasa na čijoj je izradi sudjelovalo niz njemačkih kartografa novije generacije.

## Opus
- Hand-Atlas über alle Theile der Erde und über das Weltgebäude (1823.)

## Poveznice
- Stielers Handatlas
- Povijest kartografije

## Vanjske poveznice
- (engl.) Vintage Maps: Adolf Stieler
- (njem.) Friedrich Ratzel (1893.): Adolf Stieler u Allgemeine Deutsche Biographie (ADB), Leipzig: Duncker & Humblot, XXXVI., str. 185. – 187.

Ostali projekti
|  | Zajednički poslužitelj ima još gradiva o temi Adolf Stieler |